# اکزلا گیونه
اکسلا گیونه (به انگلیسی: Excella Gionne) نام یکی از شخصیت‌های خیالی در سری بازی‌های ویدئویی رزیدنت ایول اثر شرکت کپ‌کام است. او در رزیدنت ایول ۵ حضور داشت و صداگذاری آن را نینا فرن (به انگلیسی: Nina Fehren) انجام داد. او در این سری، نقش یک پژوهشگر وابسته به شرکت ترایسل را دارد.
اکزلا گیونه، یکی از اعضای خانواده مشهور گیونه بود که از سرشناسی بالایی در میان بازرگانان و بزرگان اروپا برخوردار بود. خانواده او یکی از سرشناس‌ترین خانواده‌های تاجر در اروپا بود که مورد احترام خاصی قرار داشت. مادر بزرگ اکزلا، از خانواده معروف تراویس بود. خانواده‌ای که یکی از فرزندان آن، هانری تراویسی بود که شرکت ترایسل را بنیان نهاد. هانری تراویس همچنین نویسنده کتاب بررسی تاریخچه طبیعت بود. این کتاب تأثیر فراوانی را در فعالیت‌ها و افکار اوزول ای اسپنسر برجای گذاشت. اکزلا روزبه‌روز بزرگ‌تر شد و سرانجام با کمک آلبرت وسکر توانست تا ریاست مقر آفریقایی شرکت ترایسل را برعهده گرفته و کار را برای آغاز پروژه ساخت ویروس اوروبوروس آغاز کند.

## زندگی‌نامه
خانواده گیونه، یک خانواده سرشناس و معتبر در اروپا از دیدگاه فعالیت‌های تجاری و اقتصادی بود. اکزلا در چنین مخیطی رشد کرد و افزون بر زیبایی و هوش ذاتی خود، بسیار مغرور بزرگ شد. دوران مدرسه و دانشگاه او به سرعت و با کسب نمره‌های بالا سپری شد. او در رشته مهندسی ژنتیک تحصیل کرد و استعداد شگرفی از خود نشان داد. او وارث هوش و ذکاوت هانری تراویس بود. در سن ۱۸ سالگی، با توجه به استعداد، تخصص و آشنایی که داشت وارد شرکت ترایسل شد و در بخش داروسازی مشغول کار شد. او رفته‌رفته توانست تا مدارج را گذرانده و پست‌های بالاتری را در شرکت ترایسل برعهده گیرد.

## ساخت ویروس اوروبوروس
آلبرت وسکر پس از به دست آوردن نمونه انگل لاس پلاگاس، در این اندیشه بود که شرکت آمبرلا را از میان راه برداشته و با آسودگی بیشتری به سمت اهداف خود گام بردارد. او پس از کشتن اوزول ای اسپنسر با دو مأمور BSAA، یعنی کریس ردفیلد و جیل ولنتاین مبارزه کرد. در این مبارزه، جیل توسط وسکر به اسارت گرفته شد. وسکر در ادامه وارد شرکت ترایسل شد و برنامه‌های خود را برای مدیران این شرکت توضیح داد. او برای رسیدن به اهداف خود، همکاری خود را با اکزلا آغاز و او را برای رسیدن به مدیریت مقر آفریقایی ترایسل یاری کرد. اکزلا و آلبرت وسکر در مقر آفریقا در تلاش برآمدند تا با توجه به دراختیار داشتن منبع اصلی ساخت ویروس مادر، یعنی گل‌های افسانه‌ای، نوعی دیگر از پیدایش را برای کشف این ویروس به کار گیرند تا ضعف‌های موجود در ویروس مادر را در ویروس اوروبوروس بپوشانند. آن دو تلاش‌های خود را برای ساخت ویروس جدید گسترش دادند اما با مشکلات جدی روبه‌رو می‌شدند. سمی بودن بیش از اندازه گل‌های افسانه‌ای، همواره یک مشکل بزرگ برای بهره‌برداری از آن بود. اکزلا و آلبرت وسکر مطالعات خود را تا زمان آشنا شدن با پادتنهای اختصاصی موجود در بدن جیل ولنتاین ادامه دادند.

جیل پس از رخدادهای رزیدنت ایول ۳: نمسیس که توسط نمسیس به نوعی خاص از ویروس تی دچار شد، حتی با وجود پادزهر کارلوس اولیویرا، ویروس همچنان در بدن او وجود داشت. اما این ویروس یک ویروس بی‌عمل و خنثی بود که این سبب شده بود تا سیستم دفاعی بدن جیل، پادتن‌هایی برای مبارزه با این ویروس ایجاد کند. اکزلا و وسکر در تلاش برآمدند تا با کمک این پادتن‌ها که هدف آن‌ها ویروسی بود که از ویروس مادر مشتق شده بود، استفاده کرده و سم موجود در گل‌ها را در فرایند ساخت ویروس اوروبوروس خنثی کنند. تجربه‌ای موفق که سرانجام ان ساخته شدن ویروس اوروبوروس بود.

## کیجوجو
پس از ساخته شدن ویروس اوروبوروس و فراوری نمونه دوم و سوم انگل لاس‌پلاگاس، اکزلا و وسکر با کمک ریکاردو ایروینگ، نخستین نشانه‌های یک آلودگی ژنتیکی را در یک روستای آفریقایی نمایش دادند. با شدت یافتن این فاجعه، گروه غیردولتی و ضد فعالیت‌های تروریستی به نام BSAA وارد ماجرا شد. شوا آلومار مأمور BSAA در آفریقا به عنوان یکی از مأموران رسیدگی به این پرونده برگزیده شد. BSAA همچنین، کریس ردفیلد را نیز برای رسیدگی به این پرونده فراخواند و این باعث شد تا کریس، باردیگر در متن حوادثی قرار گیرد که در یک سوی معادله، آلبرت وسکر قرار داشت. گرچه او در ابتدا از حضور ویکر در این پرونده آگاه نبود. کریس و شوا در اداه با تشکیل یک تیم، جستجوی خود را برای پرده برداری از رازهای پنهان این حادثه بیولوژیکی آغاز کردند. یکی از مهم‌ترین مدارک برای این دو، ریکاردو ایروینگ بود. ایروینگ مظنون اصلی این پرونده بود که رفته‌رفته به دام افتاد و نام اکزلا گیونه را به عنوان شخصیت اصلی حاضر در پشت این حوادث معرفی کرد. جستجوهای کریس و شوا برای ایفتن اکزلا آغاز شد و ان‌دو در یک تعقیب و گریز طولانی سرانجام با اکزلا گیونه مبارزه کردند. اکزلا پس از آن‌که نهایت بازدهی را برای وسکر انجام داد، به شخصی بی‌استفاده تبدیل شد. آلبرت وسکر با تزریق ویروس اوروبوروس به اکزلا، تصمیم گرفت تا از او به عنوان یک مانع جدی برای متوقف کردن کریس و شوا استفاده کنم. اما کریس و شوا سرانجام توانستند تا اکزلا را که اینک به هیولا تغییر ماهیت داده بود را نابود کنند.

## نکات جالب
- صداگذاری این شخصیت را نینا فرن انجام داد.
- اکزلا در نسخه طلای بازی رزیدنت ایول ۵ به عنوان یک شخصیت قابل کنترل در بازی کوتاه The Mercenaries حضور داشت.
- سن او «محرمانه» عنوان شده است.
- ملیت او مشخص نیست اما با توجه به نام خانوادگی ایتالیایی، احتمالاً همین ملیت را داشته است.